# Apogeshna
Apogeshna és un gènere d'arnes de la família Crambidae.

## Taxonomia
- Apogeshna infirmalis (Möschler, 1886)
- Apogeshna stenialis (Guenée, 1854)